# Kim Jong-il
Kim Jong-il (korejski: 김정일), rođen kao Jurij Irsenovič Kim (ruski: Юрий Ирсенович Ким; 16. veljače 1941./1942. – 17. prosinca 2011.) bio je vođa Sjeverne Koreje od 1994. do 2011. godine. Obnašao je još razne službene dužnosti, bio je glavni tajnik Radničke partije, predsjednik Komisije narodne obrane, vrhovni zapovjednik Korejske narodne vojske i predsjednik Centralne vojne komisije Radničke partije. Na vlasti je naslijedio svog oca Kim Il-sunga, osnivača Sjeverne Koreje, koji je preminuo 1994. godine.
Poput oca, i Kim Jong-il je bio centar jakog kulta ličnosti unutar Sjeverne Koreje. Konstantno je hvaljen i počašćivan kao heroj, govornik i veliki čovjek bez premca. Većina informacija o njemu je nedosljedna i netočna, uglavnom zbog šutljivosti vlasti u Sjevernoj Koreji koja odbija dati bilo kakve podatke o životu Kim Jong-ila. Umro je od srčanog udara. Human Rights Watch ga smatra odgovornim za smrti stotine tisuća, a možda i milijun Korejaca tijekom svoje vladavine zbog rasprostranjene gladi koja se mogla spriječiti, javnih smaknuća i stravičnih uvjeta u koncentracijskim logorima.

## Mladost i obrazovanje
Jedina službena biografija Kim Jong-ila tvrdi da je rođen na planini Baekdu, u sjevernom dijelu Koreje, 16. veljače 1942. godine. Međutim, u sovjetskoj evidenciji stoji da je rođen u sibirskom selu Vjatskoe, nedaleko od Habarovska i to 16. veljače 1941. godine. To je mjesto gdje je njegov otac bio zapovjednik bataljona 88. sovjetske brigade, koju su činile izbjeglice iz Kine i Koreje. Pretpostavlja se da je godina rođenja promijenjena u službenim spisima Sjeverne Koreje kako bi izgledalo da je Kim Jong-il rođen u trenutku kada je njegov otac imao 30 godina. U ovom selu tvrde da je tu rođen i brat Kim Jong-ila, koji se, međutim, utopio u bunaru kao mali. Još uvijek postoji grobnica.
Njegova majka i prva žena Kim Il-sunga je Kim Jong Suk. Tijekom njegove mladosti u Sovjetskom Savezu, živio je pod imenom Jurij Irsenovič Kim, gdje je Irsenovič izvedeno iz rusificiranog imena njegovog oca.
Kim je još uvijek bio malo dijete kad je završio Drugi svjetski rat. Njegov otac se vratio u Pjongjang u rujnu 1945. godine, a sam Kim Jong-il je došao dva mjeseca kasnije, na sovjetskom brodu koji je uplovio u luku Sonbong. Obitelj se uselila na imanje bivšeg bogatog službenika iz Japana u Pjongjangu, koje je imalo bazen. Kimov brat - Šura Kim se utopio u tom bazenu 1948. godine, međutim u gore spomenutom ruskom selu tvrde da se Šura utopio u bunaru i da je tamo sahranjen. Njegova majka je umrla 1949. godine tijekom trudnoće, godinu dana nakon što je Kim Jong-il započeo školovanje.
Kim je vjerojatno veći dio svog školovanja proveo u Kini, gdje je poslan iz sigurnosnih razloga tijekom Korejskog rata. Prema službenoj biografiji, maturirao je u školi Namsan u Pjongjangu, koja je bila specijalizirana za djecu vođa komunističke partije. Vjeruje se da je kasnije studirao na sveučilištu Kim Il-sung i da je diplomirao 1964. godine na političkoj ekonomiji. U to vrijeme njegov otac se već učvrstio na vlasti kao Veliki Vođa. Kim je također učio engleski jezik na Malti gdje je tijekom 1970-ih godina bio čest gost Premijera Doma Mintoffa.
Stariji Kim se u međuvremenu ponovo oženio i dobio sina, Kim Pjong-ila. Nije jasno je li je Pjong-il ikada bio ozbiljan pretendent da zamjeni Kim Il-sunga. Od 1988. godine, Pjong-il je radio u Europi, u nekim od malobrojnih veleposlanstava Sjeverne Koreje, a trenutno obavlja funkciju veleposlanika u Poljskoj. Nagađa se da je on poslan ovako daleko kako bi se izbjegla moguća borba dva sina za prevlast.

## Početak političkog angažmana
Nakon što je 1964. godine diplomirao, Kim Jong-il je započeo svoju veću aktivnost u vladajućoj Korejskoj radničkoj partiji. Vrlo brzo je napredovao kroz činove. Prvo je radio u Organizacijskom Ministarstvu da bi ubrzo postao član Politbiroa. Postavljen je na mjesto zamjenika Ministarstva za propagandu 1969. godine.
Kim je 1973. godine postao partijski sekretar za organizaciju i propadangu, a 1974. godine je službeno proglašen za budućeg nasljednika svoga oca. Tijekom narednih 15 godina obavljao je razne visoke dužnosti, uključujući mjesto Ministra za kulturu i vođa partijskih operacija usmjerenih protiv Južne Koreje
Od Sedmog partijskog plenuma petog komiteta u rujnu 1973. godine, Kim je postupno počeo učvršćivati svoju poziciju pod kampanjom o revoluciji. Često je opisivan kao "centar partije", zbog rastućeg utjecaja na svakodnevno funkcioniranje partije.
Do šestog kongresa partije u studenom 1980. godine, želja Kim Jong-ila da preuzme partiju bila je ispunjena. Dobio je najviše pozicije u Politbirou, Vojnoj Komisiji i Sekretarijatu. Kada je postao član Sedmog Vrhovnog Savjeta tj. skupštine u veljači 1982. godine, međunarodnoj zajednici je postalo jasno da će Kim Jong-il naslijediti svog oca na mjestu Vrhovnog Vođe Sjeverne Koreje. Tada je Kim Jong-il uzeo titulu "Dragi Vođa", a vlada počinje graditi kult ličnosti oko njega po istom principu kao i oko njegovog oca, koji je nosio titulu "Veliki Vođa".
Već 1991. godine Kim Jong-il preuzima i vojsku. Kako je osnova vlasti u Sjevernoj Koreji upravo vojska, ovo je bio veoma značajan potez. Iako nije odslužio vojsku, tadašnji ministar obrane Jin Vu mu je pomogao da da ga vojska prihvati kao novog zapovjednika. Jedini drugi mogući kandidat za mjesto državnog vođe je bio premijer Kim Il, međutim, on je smijenjen 1976. godine. Tijekom 1992. godine Kim Il-sung je objavio da njegov sin upravlja unutrašnjim državnim poslovima Sjeverne Koreje.
Prema Hvang Jang-jopu, nekadašnjem visokom službeniku Sjeverne Koreje koji je prebjegao na južnu stranu, državna uprava je postala još centraliziranija nakon dolaska Kim Jong-ila na vlast, nego što je bila u vrijeme njegovog oca. Iako je Kim Il-sung zahtijevao da mu svi ministri budu lojalni, ipak je uvažavao njihove prijedloge i savjete pri donošenju odluka; Kim Jong-il, s druge strane, zahtijeva apsolutnu poslušnost i suglasnost te svako drugačije mišljenje smatra za nelojalnost. Prema Hvangu, Kim Jong-il osobno određuje i najsitnije detalje u državnim poslovima, kao npr. veličinu kuća partijskih sekretara i dopremanje poklona njegovim podređenim.
Tijekom 1980-ih godina, Sjeverna Koreja je doživjela ekonomsku stagnaciju. Kim Il-sungova "juče" ideja (samoupravljanje) je doprinijela tome da zemlja bude izolirana iz međunarodnih trgovinskih tokova, pa čak i od SSSR-a i Kine.
Južna Koreja je optužila Kima da je naredio bombaški napad u Rangunu u Burmi (danas Mianmar), 1983. godine, u kojem je poginulo 17 visokih službenika Južne Koreje (premda je cilj napada bio južnokorejski predsjednik), kao i za napad na avion južnokorejske tvrtke u kojem je poginulo svih 115 putnika i članova posade. Nije pronađen ni jedan direktan dokaz koji bi povezao Kim Jong-ila s ovim napadima. Agentica Sjeverne Koreje, Kim Hjon-hui, priznala je da je postavila bombu u avionu i da je naređenje dobila od Kim Jong-ila osobno. Za ovu operaciju Kim Hjon-hui se pripremala putujući kroz Europu.

## Vođa Sjeverne Koreje

### Najviši položaj
Kim Il-sung preminuo je 1994. godine, u 82. godini, i Kim Jong-il je preuzeo kontrolu nad svim funkcijama i državnim aparatom. Iako je funkcija predsjednika ostala upražnjena, čini se da je ukinuta u znak poštovanja prema Kim Il-sungu. Kim Jong-il je 1997. godine službeno zauzeo pozicije Predsjednika Nacionalnog komiteta obrane kao i generalnog sekretara Korejske radničke partije. Ova pozicija je označena kao najviši mogući položaj u Sjevernoj Koreji, tako da se Kim od tada smatra šefom države. Predsjednik prezidijuma Vrhovne Narodne Skupštine i Premijer su protokolarne funkcije. Kim Jong-il je naslijedio vlast po jedinstvenom  jedini takav slučaj u jednoj komunističkoj državi. S obzirom na to da Kim Jong-il nije predsjednik države, nije ni obvezan održavati izbore, pa samim tim to nikada nije ni učinio.
Privreda je nastavila stagnirati pod snažnom kontrolom države tijekom 1990-ih godina, kao rezultat niske proizvodnje i gubitka zagarantiranog tržišta u vidu SSSR-a i nekadašnjeg zatvorenijeg tržišta Kine. Veći dio budžeta se troši na naoružanje, prema procjenama to je najveća potrošnja na vojsku u svijetu. Ujedinjeni narodi upozoravaju da u većem dijelu države vlada glad. Očajni Korejanci spas traže bježeći u Kinu.
U domaćim medijima, Kim Jong-il je povremeno iskazivao simpatije prema ekonomskoj reformi koje je u Kini izveo Deng Xiaoping i prilikom posjeta toj državi iskazao je divljenje prema njenom privrednom napretku. Kim Jong-il je 2002. godine izjavio da bi novac trebao biti mjerilo vrijednosti svake robe. Sjeverna Koreja je započela ograničene eksperimente vezane za tržište.
I dalje se priča o mogućem nasljedniku Kim Jong-ila. Južnokorejski mediji navode da bi to mogao biti njegov sin Kim Jong-čul. Najstariji sin Kim Jong-nam je izgubio podršku oca nakon incidenta na Tokijskom aerodromu zbog posjedovanja lažnih dokumenata.
U travnju 2004. godine dogodila se velika eksplozija na peronu, devet sati nakon prolaska vlaka u kojem je bio Kim Jong-il pri povratku iz posjete Kini. Crveni križ je objavio da su 54 osobe poginule, a njih 1249 je bilo ozlijeđeno. Iako su postojala nagađanja o pokušaju atentata, ubrzo je čak i Južna Koreja objavila da se najvjerojatnije radi o nesreći.

### Međunarodni odnosi
Kim Jong-ilova vlada je napravila velike korake prema normalizaciji odnosa s Južnom Korejom, a izborom Kim De-juna 1997. godine za predsjednika Južne Koreje, stvorili su se pozitivni uvjeti za pregovore. Dva lidera su se sastala u lipnju 2000. godine na samitu, prvom takve vrste. Ipak, dvije strane nisu uspjele postići dogovor ni o jednoj važnijoj temi o stvarnom unaprijeđenju odnosa.
Odnos Sjeverne Koreje i SAD-a je daleko kompliciraniji. Tijekom administracije Billa Clintona potpisan je ugovor o nizu problema, najviše vezano za nuklearna postrojenja Sjeverne Koreje. Prema ovom ugovoru, Sjeverna Koreja je bila dužna odreći se starog načina proizvodnje nuklearne energije, koji je dopuštao prostor za razvijanje nuklearnog naoružanja i trebala je prihvatiti novi sustav, koji bi koristio laku vodu i koji bi bila financirala Južna Koreja, a materijal su bile dopremale SAD. Ovaj projekt je ugrožen konstantnom opstrukcijom isporuke preko američkog Kongresa.
Nakon izbora Georgea Busha mlađeg za novog predjsednika Amerike, zauzet je novi, agresivniji stav prema Sjevernoj Koreji. Prekinuti su diplomatski odnosi koje je inicirao Clinton, a Sjeverna Koreja optužena da krši ugovor i da razvija uranij u tajnosti. Sjeverna Koreja je demantirala ove navode. Bush je Sjevernu Koreju proglasio "osovinom zla", pored Irana i Iraka. U prosincu 2002. godine SAD su u potpunosti obustavile isporuku nafte, koja je bila dogovorena u vrijeme Clintona. Sjeverna Koreja se povukla iz sporazuma o nerazvijanju nuklearnog oružja.
Posljednjih nekoliko godina Kina pokušava posredovati u razgovorima između dvije Koreje. Za to je vrijeme Kim Jong-il u više navrata posjetio Peking i druge kineske gradove i provincije.
Sjeverna Koreja je 4. srpnja 2006. godine lansirala između četiri i pet test-raketa kratkog dometa, koje su završile u Japanskom moru. Šesta raketa, Tepodong2, bila je dalekodometna, ali je njeno lansiranje bilo neuspješno. Sedma raketa lansirana je sljedećeg dana. Mediji iz Južne Koreje su objavili da Sjeverna Koreja ima još tri do četiri rakete spremne za lansiranje. Vjeruje se da su one kratkog do srednjeg dometa. Mnogi predstavnici međunarodne zajednice su pozvali na agresivniji pristup u pregovorima sa Sjevernom Korejom, kako bi ona odustala od svog nuklearnog programa.
Sjeverna Koreja je objavila da je izvršila prva testiranja svog nuklearnog arsenala, 9. listopada 2006. godine na nepoznatoj podzemnoj lokaciji. Nakon nekoliko dana SAD i Kina su objavile da su u zraku pronađene male količine radioaktivnog materijala, kao da i seizmički podaci pokazuju da je došlo do podzemne eksplozije. Time su potvrđene tvrdnje o probama sa sjevera. Vjeruje se da je u pitanju bio test manjih razmera.
Nakon izbora Vladimira Putina za predsjednika Rusije, došlo je do određenih kontakata između ovih zemalja. Čini se da je Kim Jong-il pokušao uspostaviti stare odnose koje je imao sa SSSR-om. Međutim, ovi kontakti su se održali samo u početku Putinove vladavine, jer je Sjeverna Koreja sve dublje išla u izolaciju.

## Privatni život
Kim Jong-il je bio oženjen s Kim Jang-suk, iako su bili razdvojeni već nekoliko godina. S njom je imao kćer, Kim Sul-song (r. 1971.). Kim Jong-nam je najstariji sin iz braka sa Song Hje-rim rođen 1971. godine i jedini sin koji je ubijen u atentatu u Međunarodnoj zračnoj luci Kuala Lumpuru, Sepanškom kotaru, Maleziji, 2017. godine. Njegova partnerica (nije objavljeno je li bila i žena) zvala se Ko Jang-ji, s kojom je imao još jednog sina - Kim Jong-čula, rođenog 1981. godine. Postoje i informacije o trećem sinu, Kim Jong-unu. Imao je i ljubavnicu, s kojom je imao troje djece. Njeno ime je Kjung Hua-čang Ok, a i ona je prebjegla u Južnu Koreju 2002. godine. Zapadni mediji su javili da je ona preminula od raka 2004. godine u 51. godini života. Kim Jong-čul je bio kako se pretpostavlja određen za nasljednika Kim jong-ila na vlasti.
Priča se da je Kim Jong-il veliki ljubitelj filmova i da posjeduje preko 20 000 video kazeta. Kim je to negirao, međutim 1978. godine, po njegovom naređenju, otet je južnokorejski redatelj Šin Sang-ok i njegova žena, glumica Čoe Eun-hui, kako bi izgradili filmsku industriju Sjeverne Koreje, premda Kim sam rijetko gleda filmove. Najviše ga zanima NBA košarkaška liga pa je zato od Madeleine Albright dobio na poklon loptu s potpisom Michaela Jordana. Poput njegovog oca, ima jak strah od letenja pa zbog toga putuje svojim vlakom kada ide u Rusiju ili Kinu. HTV je 22. lipnja 2007. godine objavila da je Kim Jong-il sredinom svibnja pretrpio srčani udar, no da nije trebao operaciju.

## Smrt
Kim Jong-il preminuo je 17. prosinca 2011. godine, najvjerojatnije od srčanog udara, iako su sjevernokorejski mediji objavili da je umro od pretjeranog fizičkog i mentalnog rada u svom privatnom vlaku.

## Poveznice
- Koncentracijski logor 22
- Koncentracijski logor Yodok

## Vanjske poveznice
- Profil na BBC News
- Obiteljske tajne Kim Jong-Ila  Arhivirana inačica izvorne stranice od 13. veljače 2005. (Wayback Machine)

### Ostali projekti
|  | Zajednički poslužitelj ima još gradiva o temi Kim Jong-il |